# Cautley Spout
Cautley Spout ist der höchste oberirdische Wasserfall Englands und liegt in Cumbria. Der Wasserfall entsteht aus verschiedenen kleinen Bächen auf einem Bergplateau, das von The Calf und Bram Rigg Top gebildet wird. Das Wasser fällt über 4 Stufen insgesamt 198 m. Am Fuß des Falls fließt das Wasser durch ein kurzes enges Tal und mündet dann in den River Rawthey.